# قسطينة

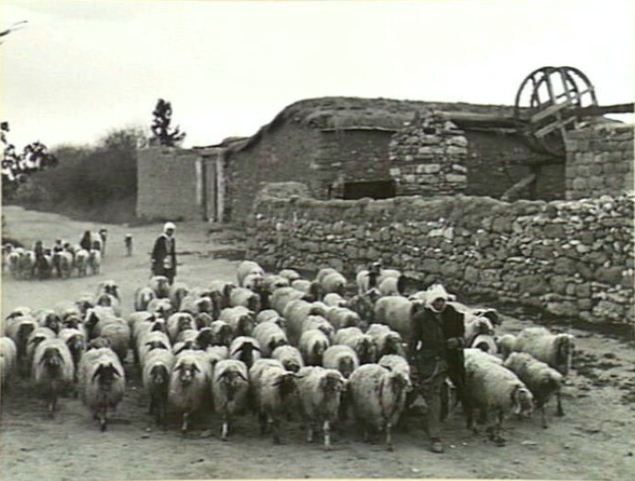
راع وأغنام في قسطينة

قسطينة قرية فلسطينية كانت تقع 38 كم شمال شرقيّ غزّة وعلى بعد 3 كم من المسميّة الكبيرة.

## تاريخها

### الفترة العثمانية
أصبحت قسطينة تتبع الدولة العثمانية في 1517 مع بقية فلسطين. كانت القرية في ناحية غزة ضمن سنجق غزة، وبلغ عدد قاطنيها 55 أسرة و15 أسرة عُزاب، قُدر عددهم بنحو 385 شخصاً، بحسب دفاتر الضرائب لعام 1596. وكان جميع القرويين مسلمين. ودفعوا ضريبة ثابتة قدرها 33,3% على عدد من المحاصيل، منها القمح والشعير والسمسم، والفواكه، وكذلك الماعز وخلايا النحل وكروم العنب؛ بإجمالي 13,100 آقجة. وكان 5/6 هذه الإيرادات يذهب إلى الوقف.
وقد روى الفقيه والرحالة الصوفي السوري مصطفى البكري الصديقي (1688-1748/9) أنه سافر عبر القرية في النصف الأول من القرن الثامن عشر، في طريقه إلى المسمية الكبيرة.
رأى إدوارد روبنسون بلدة قسطينة الواقعة شمال غرب تل الصافي حيث كان يقيم في 1838، وأشار إليها كونها قرية إسلامية تقع في قضاء غزة.
زار المستكشف الفرنسي فيكتور غيرن القرية المسماة قسطينة في 1863. فوجد أن عدد سكانها 400 نسمة. وبالقرب من فتحة البئر كانت توجد بقايا عمود رخامي عتيق باللونين الرمادي والأبيض، بينما تظلل المقبرة شجرتا نخيل وثلاثة أشجار سنط مبيض.
أظهرت قائمة القرى العثمانية التي يرجع تاريخها إلى 1870 تقريباً أن قسطينة كانت تضم 152 منزلاً ويسكنها 469 نسمة، على الرغم من أن عدد السكان شمل الرجال فقط. في 1882، وصفت الدراسة الاستقصائية التي أجراها صندوق استكشاف فلسطين لغرب فلسطين قسطينة بأنها قرية تقع في اتجاه الشمال الغربي والجنوب الشرقي على أرض مستوية. وكان فيها بناء من الطوب اللبن، وبئر، وحدائق.

### فترة الانتداب البريطاني
بلغ عدد سكان القرية 406 نسمة، جميعهم من المسلمين في تعداد فلسطين 1922، الذي أجرته سلطات الانتداب البريطاني. وزاد عدد سكانها في تعداد 1931 عندما بلغ عدد سكانها 593 مسلماً يسكنوا في 147 منزلاً.
وكان لأهالي القرية مسجداً، وافتتحت مدرسة ابتدائية مشتركة مع قرية تل الترمس المجاورة في 1936. وبلغ عدد طلاب المدرسة 161 طالباً بحلول منتصف الأربعينيات. وتوزّع طلابها على 6 صفوف وكان يُعلمهم أربعة معلّمين وتدفع القرية عمالة 3 منهم. وقد أتقن القراءة والكتابة ما مجموعه 50 رجلاً في القريّة.
أُقيم موشاف كفار فاربورغ على ما كان تقليدياً أرض القرية، على بعد 3 كم جنوب غرب موقع القرية في 1939. واستضافت القرية العديد من جنود قوات الحلفاء، بما في ذلك المقر الرئيسي للفرقة السادسة الأسترالية خلال الحرب العالمية الثانية.
بلغ عدد السكان 890 نسمة، جميعهم مسلمون، حسب تعداد 1945، بمساحة إجمالية قدرها 12,019 دونماً. عاش القرويون في الغالب على الزراعة. بالإضافة إلى تربية الحيوانات والدواجن، كما عملوا في المعسكر العسكري البريطاني (بير طوفيا) القريب. زُرع ما مجموعه 235 دونماً بالحمضيات والموز، و7,317 دونماً بالحبوب، وخُصص 770 دونماً للري أو للبساتين في 1944-1945، بينما استُخدم 37 دونماً للأراضي الحضرية.

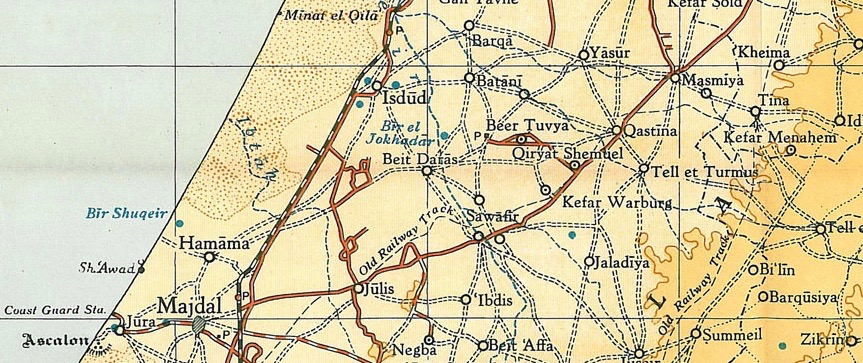
خريطة قسطينة في 1945

### حرب 1948
كانت قسطينة تقع ضمن الأراضي المخصصة للدولة العربية بموجب خطة التقسيم التي أقرتها الأمم المتحدة في 1947. دخلت جيوش الدول العربية المجاورة فلسطين، عند إعلان استقلال إسرائيل في 15 مايو 1948، والذي أدى إلى عمليات نزوح جديدة للمدنيين خوفاً من الوقوع في فخ القتال. بعث الرجال بنساء وأطفال قسطينة إلى قرية تل الصافي في هذا الوقت، لكنهم عادوا بعد اكتشاف عدم وجود مياه كافية في القرية المضيفة لتلبية احتياجات الوافدين الجدد.
جرت صياغة أمر تحضيري لاحتلال قسطينة والقرى المجاورة الأخرى (المسمية الكبيرة، المسمية الصغيرة، التينة وتل الترمس) من قبل الكتيبة 51 التابعة للواء غيفعاتي وصدر الأمر في 29 يونيو 1948. والذي أوصت وثيقته «بإفراغ» قريتي المسمية و«حرق» الباقي، وفقاً لبيني موريس.
دمرت القوات الإسرائيلية القرية ومنازلها التي يزيد عددها عن 147 منزلًا بالكامل في 9 يوليو 1948، بعد فرار سكانها من هجوم شنه لواء غيفعاتي خلال عملية آن-فار [الإنجليزية]. استثخدمت قسطينة كنقطة تجمع من قبل الكتيبة السابعة من اللواء المدرع الثامن في الجيش الإسرائيلي بعد الهجوم الفاشل على عراق المنشية كجزء من الحملة الإسرائيلية لفتح طريق إلى النقب أثناء عملية يوآف.

## السكان
سكن القرية فلسطينيون مسلمون، واستزادوا بالماء من آبار القرية.
سكن القرية عام 1922 ما مجموعه 406 نسمة، وازدادوا ليصبحوا 593 في عام 1931 من بينهم 301 من الإناث و202 من الذكور وكان لهم 147 بيتًا.
عام 1945 قُدّر عدد سكان القرية بنحو 890 نسمة جميعهم من العرب المسلمون وتعود أصولهم وأنسابهم إلى حوران وإلى بلدة المجدل وإلى قرية بشيت، وجزء قليل منهم يعود إلى أصول مصريّة.

## الموقع
تقع قرية قسطينة على رقعة أرض مرتفعة من السهل الساحلي ومستوية في معظمها، على الطريق العام بين بلدة المجدل، إلى الجنوب الغربي، وطريق القدس- يافا العام. وكان المعسكر البريطاني، المعروف باسم بير توفيا، يقع على بعد 3 كيلومتر إلى الجنوب الغربي من القرية.
أحاطت قرية القسطينة قرى مجاورة ومنها: تل الترمس، وبيار تعبيّة، وياصور، والبطاني الشرقيّ، والمسميّة الصغيرة، والمسميّة الكبيرة، والسوافير الشرقيّة، والسوافير الشماليّة.

## معيشة القرية
دفعت القرية الضرائب على عدد من الغلال ومنها القمح والشعير والسمسم والفاكهة ممّا يدلّ على مصادر قوتها وعملها. بالإضافة إلى عناصر أخرى من المنتجات كتربية الماعز وخلايا النحل وكروم العنب.
كانت الزراعة هي عماد اقتصاد القرية، بالذات في مجال الحمضيات والحبوب. كما وربّى سكّانها الحيوانات والدجاج وعملوا في المعسكر البريطانيّ.

## أراضي قسطينة
بلغت مساحة أراضي قسطينة 12 ألف دونمًا، منها 235 دونمًا مرويًا أو مستخدمًا للبساتين، و317 دونمًا للطرق والوديان، و3135 دونمًا امتلكها اليهود.
غُرس البرتقال على مساحة 335 دونمًا من الأراضي، جميعها للعرب، وكان عمق آبارها 40 مترًا.
مساحة القرية المسكونة كانت 37 دونمًا.

## احتلال قسطينة
ذُكرت قرية قسطينة في الخطة "دالت" (أي حرف الدال بالعبريّة) والّتي هدفت إلى احتلال قرى عديدة من ضمنها هذه القرية.
احتلت قوات إسرائيلية من لواء جفعاتي قرية قسطينة، وذلك في تاريخ 9 تمّوز\يوليو 1948، أي بعد انتهاء الهدنة الأولى. تقدّم لواء جفعاتي جنوبًا نحو الأ اضي الّتي كانت تحت سيطرة السلطات المصريّة، وخلال الأيام العشرة بين الهدنتين (8 حتّى 18 تمّوز 1948) نجح اللواء في تهجير واحتلال 16 قرية وتهجير كافّة سكانها وكانت من بينها قرية قسطينة.
يُرجّح أن سكّان قسطينة هُجّروا جنوبًا نحو غزّة، بحيث اشتملت أوامر العمليات الّتي أصدرها قائد اللواء «شمعون أفيدان» على طرد المدنيين.

## القرية اليوم
لم يبقَ من القرية سوى آثار المنازل وحطامها المبعثرة في أنحاء موقعها، بالإضافة إلى الطريق المعبّدة الّتي كانت في القرية قبل احتلالها تمر وسط القرية. تُغطّي الطريق أشجار الكينا الّتي زرعها الاحتلال تباعًا لسياسية تشجير المواقع المحتلّة لمحو آثارها.
يذكر كتاب «كي لا ننسى» أنّ مجموعة باحثين زاروا القرية بعد احتلالها ووصفوا أرضها المتبقيّة على أنّها ممتلئة بنبات الخبّيزة الّذي يطبخه الفلسطينيون، ويذكر أنّ مصورًا فوتوغرافيا عاد لاحقًا إلى القرية ليجد نبات الخبيزة محروقًا.
مستوطنات على أراضي القرية:
- عام 1939 - أقام المستوطنون الصهاينة القادمون من ألمانيا وأوروبا الوسطى وأوروبا الشرقيّة مستعمرة «كفار فاربورغ» على أراضي القرية على بُعد 3 كم إلى جنوب غرب موقعها المركزيّ.[25]
- عام 1949 - أقام المستوطنون الصهاينة مستعمرتيّ «عروغوت» و" كفار أحيم [الإنجليزية]"[25]
- عام 1950 و1951 - أُسّست مستعمرتا «أفيغدور» و«كريات ملآخي» الّتي سُميّت تيمنًا بصاحب أحد أسفار العهد القديم وهو سفر ملآخي وتكريما لجالية «لوس أنجلس» وذلك لدعمها لـ«إسرائيل».[25]